# تبة باشي
تبة باشي هي قرية في مقاطعة خوي، إيران. عدد سكان هذه القرية هو 448 في سنة 2006.